# Demonologi
Demonologi (från grekiskans δαίμων, daimōn, "demon" och -λογία, -logia, "kunskap") är den teoretiska kunskapen eller läran om demoner, deras väsen och verkningar men också om helvetet, dödsriken och mytologisk ondska. Den praktiska läran, dyrkan eller åkallan av demoner, kallas demonolatri. Demonologi är en förgrening inom teologin, även om det råder delade meningar huruvida det faktiskt bör räknas som ett teologiskt ämne.
Malleus maleficarum (1487) och Practica rerum criminalium (1635) av tysken Benedict Carpzov anförs ofta som exempel på litteratur som utlägger katolska kyrkans demonologi. Andra källor som tar upp ämnet är The Sacred Magic of Abramelin the Mage, The Lesser Key of Solomon (Ars Goetia), Grimoirum Verum med flera medeltida och eftermedeltida verk som tar upp demoners natur och förteckning. Majoriteten av de demonologiska källor som finns är kristna eller utgår från en kristen eller judisk teologi, men begreppet demon och motsvarande väsen finns i flera andra religioner, om vilka det också finns olika förteckningar.